# Quba'
Qubāʾ (in arabo ﻗﺒﺎء‎?) è un sobborgo meridionale della città araba di Medina.
In epoca preislamica, quando il nome della città era Yathrib, essa ospitava un grande costruzione fortificata di proprietà di Uḥayḥa ibn Julāḥ, dei Banū Jaḥjabā - branca del clan degli ʿAwsī, degli ʿAmr ibn ʿAwf - il primo marito di Salma bint Amr, andata poi sposa al bisnonno del profeta islamico Maometto.
Fu qui che quest'ultimo giunse, assieme al suo compagno di fuga Abū Bakr, nella loro Egira. Secondo il primo biografo del Profeta, Ibn Isḥāq, la data sarebbe stata quella del lunedì 12 Rabīʿ I, equivalente al 24 settembre del 622, che tuttavia era un venerdì.

Qui fu comunque edificata la prima moschea.
La sacralità assunta da posto, paragonabile al luogo di inumazione a Uḥud di Ḥamza b. ʿAbd al-Muṭṭalib, zio di Maometto, ha fatto credere ai musulmani che il profeta preislamico al-Khiḍr pregasse a Qubāʾ il venerdì, come pure a Mecca, a Medina e sul Monte degli Ulivi, oltre che nella città di Gerusalemme in cui viveva. 